# Герулфинги
Герулфингите или Холандски дом (на немски: Gerulfinger) са фамилията на първия граф на (Западна-)Фризия и Холандия. Името се дава от Герулф Стари († сл. 839), който произлиза от краля на Великото фризко кралство Радбод († 719). Фамилията измира в главната си линия през 1299 г. От тях произлизащата линия на графовете от Бентхай, измира също през 1421 г.
Граф Арнулф от Холандия се жени 980 г. за Луитгард (Вигерихиди), дъщеря на Зигфрид I († 998, граф на Люксембург).
Най-известни от фамилията са:
- Вилхелм II от Холандия, † 1256, 1247 немско-римски крал, и
- Берта Холандска, † началото на 1094; която е изгонена сwpruga (заради Бертрада от Монтфорт) на Филип I, крал на Франция и mayka на Луи VI.